# Sarcophyton crassum
Sarcophyton crassum är en korallart som beskrevs av Tixier-Durivault 1946. Sarcophyton crassum ingår i släktet Sarcophyton och familjen läderkoraller. Inga underarter finns listade i Catalogue of Life.